# São Sebastião do Alto
São Sebastião do Alto est une municipalité brésilienne de l'État de Rio de Janeiro et la Microrégion de Santa Maria Madalena.